# 香江大舞台
香江大舞台（英語：Hong Kong Opera House）是香港已結業的表演場地，結業前主力吸引外地遊客的另類特色旅遊，進行人妖豔舞表演。其地點在香港島南區華富邨的一座私人物業單幢樓華富閣的樓下基層，其前身是一間已結業的戲院，名為華富閣戲院（Fortuna Theatre）。
據《新報人》2006年的報道，當前身傳統戲院關門之後，該場地就轉為人妖表演場地，中國大陸訪港旅行團會以旅遊車接送遊客，到上址欣賞表演。時任南區區議會議員柴文瀚表示，對華富閣戲院改變為「香江大舞台」事前毫不知情，「擔心香江大舞臺的構思會對區內青少年造成不良影響」。食物環境衞生署與警方亦曾經派員了解，但並未對其作出管制。

## 鄰近
- 東華三院鶴山學校
- 啟歷學校
- 薄扶林消防總局